# Жижмор, Яков Ильич
Яков Ильич Жижмор (Зизмор) (1856, Гродно — 11 мая 1922, Вильно) — еврейский поэт, публицист, бадхен.

## Биография
Родился в состоятельной еврейской семье. Получил традиционное еврейское религиозное воспитание, рано начал писать стихи, сам сочинял к ним музыку. Из-за тяжёлых материальных условий, после первой мировой войны пытался выступать с концертами в Гродно и Вильно, но не имел успеха. Скончался в нищете после продолжительной болезни сердца.
Первый сборник песен и стихов «Дэр лах» вышел в Вильне в 1883, второй «Дос йидише hарц» — там же в 1918.
В 1922 в сборнике «Пинкос из истории Вильно» (Пинкэс фар дэр гэшихтэ фун Вилнэ) были опубликованы его интересные «Мои воспоминания о бадхенах».

### Семья
- жена — Мнуха Лазаревна Пиковер
  - сын — Илья Яковлевич Пиковер (1879—?), живописец
  - сын — Макс Яковлевич Жижмор (1888—1936), поэт.